# Boeing-Sikorsky RAH-66
Der Boeing-Sikorsky RAH-66 Comanche war ein Projekt eines allwettertauglichen Aufklärungs- und Kampfhubschraubers mit Tarnkappeneigenschaften für die United States Army. Er wurde von 1983 bis 2004 von einem Konsortium der US-amerikanischen Hubschrauberhersteller Boeing und Sikorsky bis zur Prototypenreife entwickelt.

## Geschichte
Die United States Army verwendete zur Zeit des RAH-66-Programms den Aufklärungshubschrauber OH-58D Kiowa Warrior, der eine modernisierte Version eines Beobachtungshubschraubers aus der Zeit des Vietnamkriegs war. Im Gegensatz zum Kiowa wurde der Comanche speziell für die Aufgabe der militärischen Aufklärung konstruiert und ist 2,4 m kürzer und 1700 kg leichter als der Kampfhubschrauber Hughes AH-64 Apache. Der Rumpf besteht aus Verbundwerkstoffen und verfügt über Tarnkappentechnik, um der feindlichen Radarortung zu entgehen. Die heißen Abgase der Triebwerke werden über den Mantelstrom-Heckrotor ausgeblasen.
Die Flugsteuerungs- und Navigationssysteme des Comanche waren auch für Operationen bei Nacht und schlechter Sicht ausgelegt, für die der Kiowa Warrior nur unzureichend verwendungsfähig ist. Des Weiteren ist der Comanche so konstruiert, dass er besser als der Apache in Transportflugzeugen oder -schiffen an Einsatzorte verlegt werden kann. Bei fehlender Transportmöglichkeit hätte der Comanche auch ohne weitere Unterstützung eine Strecke von 2335 km zurücklegen können. Der Hubschrauber war mit einer 20-mm-Bordkanone ausgerüstet, die die Stealth-Eigenschaften des RAH-66 beim Beschuss feindlicher Ziele nicht oder sehr geringfügig beeinflusste. Die Luft-Boden-Raketen waren in zwei Waffenschächten beziehungsweise an optionalen Stummelflügeln angebracht, die die Radar-Signatur jedoch stark vergrößerten.
Die United States Army bezifferte ursprünglich einen Bedarf von 1300 Comanches, die ab 2004 in Dienst gestellt werden sollten. Der erste von acht Prototypen verließ die Werkshallen von Sikorsky im Mai 1995 und hatte seinen Erstflug im Januar 1996. Daran schloss sich ein ausgiebiges Testprogramm an.

## Projektende
Am 23. Februar 2004 verkündete der Chief of Staff of the Army General Peter J. Schoomaker, dass das bereits 21 Jahre laufende Comanche-Programm aufgrund andauernder Probleme bei der Abstimmung zwischen Panzerung und Tarnkappentechnik eingestellt und die militärische Aufklärung zukünftig vorzugsweise von unbemannten Luftfahrzeugen (englisch Unmanned Aerial Vehicle, UAV) übernommen werde.
Drohnen haben sich außer in Tests auch im Krieg in Afghanistan 2001–2021 und im Irakkrieg bewährt. Damit war einer der wichtigsten Gründe für die Beschaffung des Comanche, die Aufklärung, entfallen. Eine weitere Hürde für die Beschaffung war, dass der Hubschrauber vollständig aus der weltpolitischen Lage des Kalten Krieges und dessen militärischen Anforderungen erdacht worden war. In das Comanche-Programm waren bei seiner Einstellung bereits etwa 8 Milliarden US-Dollar (2011: 7,1 Milliarden Euro) investiert worden. Dies verursachte zusätzlichen Unmut in der US-amerikanischen Öffentlichkeit, ähnlich wie beim Bell-Boeing-V-22-Programm. Dazu kam der Preisanstieg pro Hubschrauber von 12 (10,7) auf 58 Millionen US-Dollar (2011: 51,6 Millionen Euro), was zur Vertragsauflösung mit den beiden Hauptkonsortialpartnern Sikorsky und Boeing führte. Die geplanten Investitionen von 14 Milliarden US-Dollar (2011: 12,5 Milliarden Euro) bis 2011 für 121 Comanches sollten daraufhin zur Aufrüstung von bereits beschafften Hubschraubern verwendet werden.

## Technische Daten

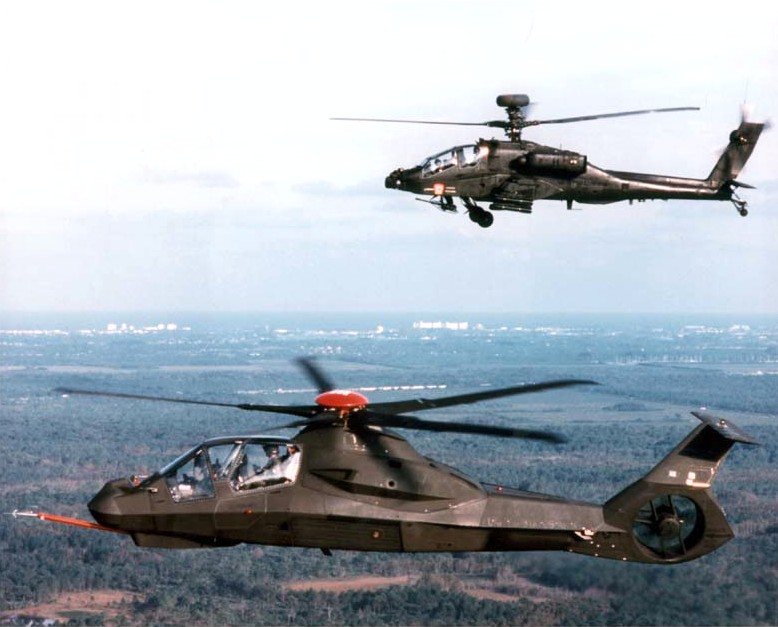
Formationsflug mit einem AH-64D Apache Longbow

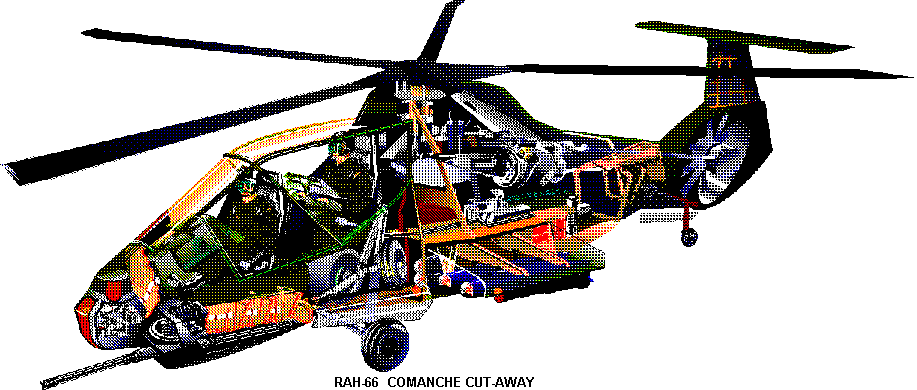
Computerdarstellung des RAH-66

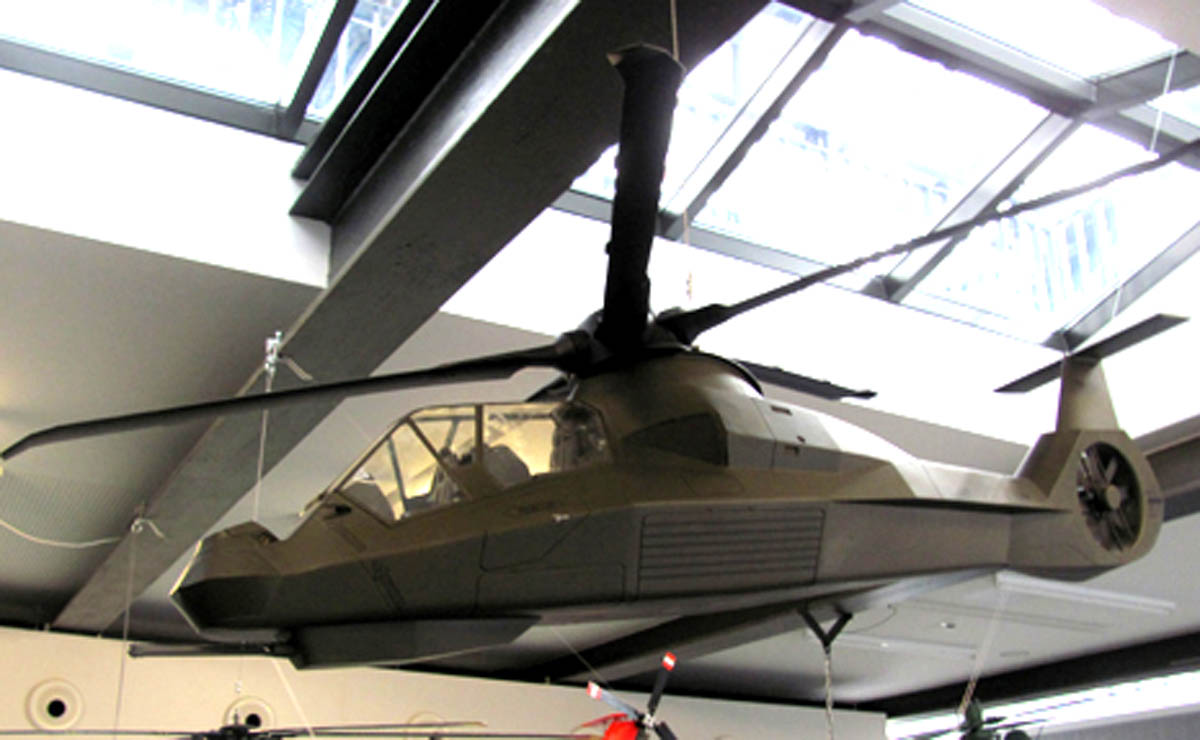
Modell des Boeing-Sikorsky RAH-66 Comanche im Maßstab 1:4,6 im Hubschraubermuseum Bückeburg

| Kenngröße              | Daten                                                   |
| ---------------------- | ------------------------------------------------------- |
| Typ                    | Allwettertauglicher Aufklärungs- und Kampfhubschrauber  |
| Besatzung              | zwei (Pilot und Richtschütze)                           |
| Gesamtlänge            | 14,28 m                                                 |
| Rumpflänge             | 13,22 m                                                 |
| Rotordurchmesser       | 11,90 m                                                 |
| Höhe                   | 3,39 m                                                  |
| Leermasse              | 3402 kg                                                 |
| normale Startmasse     | 4578 kg                                                 |
| max. Startmasse        | 7790 kg                                                 |
| Höchstgeschwindigkeit  | 324 km/h                                                |
| Marschgeschwindigkeit  | 306 km/h                                                |
| Dienstgipfelhöhe       | 4566 m                                                  |
| Steigrate              | 7,2 m/s                                                 |
| Einsatzradius          | 485 km                                                  |
| Überführungsreichweite | 2335 km                                                 |
| Triebwerke             | zwei T800-LHTEC-801-Wellenturbinen mit zusammen 2004 kW |

## Bewaffnung
Die Waffen sind außer der Bordkanone in Waffenschächten mittig unter dem Rumpf untergebracht.
Festinstallierte Bewaffnung im beweglichen Kinndrehturm
- 1 × radarabsorbierender GIAT-Kinndrehturm mit einer dreiläufigen 20-mm-Gatling-Maschinenkanone „General Dynamics Armament Systems XM301“ mit 500 Schuss im Munitionsbehälter.

Zuladung bis zu 300 kg in zwei Waffenschächten mit je einer Waffenaufhängung mit drei Startschienen
Luft-Boden-Lenkflugkörper (Panzerabwehr-Lenkflugkörper)
- 6 × M310-Lenkwaffenaufhängungen für je 1 × Boeing Corp/Martin Marietta AGM-114F/N „Hellfire“ – lasergesteuert

Zuladung bis zu 600 kg an zwei demontierbaren Stummelflügeln mit je zwei Waffenaufhängungen
Luft-Luft-Lenkflugkörper
- 2 × Doppel-Lenkwaffenwerfer ATAS (Air To Air Stinger) für je 2 × Raytheon AIM-92 „Stinger“ RMP Block I – infrarotgesteuert für Kurzstrecken

Luft-Boden-Lenkflugkörper (Panzerabwehr-Lenkflugkörper)
- 4 × M310-Lenkwaffenaufhängungen für je 2 × Boeing Corp/Martin Marietta AGM-114F/N „Hellfire“ – lasergesteuert

Ungelenkte Luft-Boden-Raketen
- 8 × Lockheed Martin DAGR-Raketen-Rohrstartbehälter für je 4 × ungelenkte FFAR-Luft-Boden-Hydra-Raketen; Kaliber 70 mm

## Verbleib

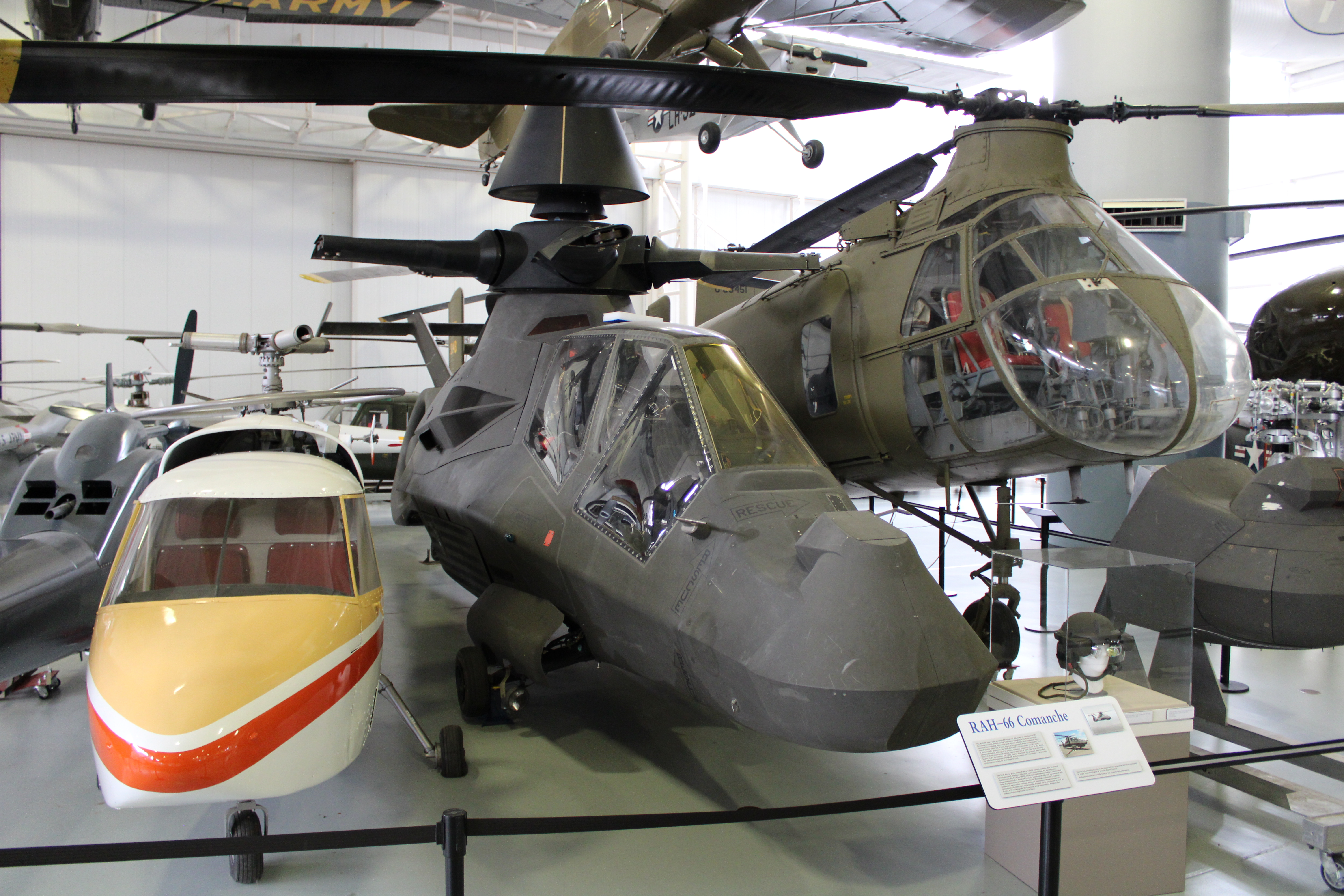
Prototyp 94-0327 im United States Army Aviation Museum

Die beiden Prototypen mit den Rumpfnummern 94-0327 und 95-0001 befinden sich im United States Army Aviation Museum. im US-amerikanischen Bundesstaat Alabama